# Pentacosmia tasmanica
Pentacosmia tasmanica là một loài bọ cánh cứng trong họ Cerambycidae.